# ایفا اردکان
باشگاه ایفا اردکان یزد یک باشگاه فرهنگی ورزشی ایرانی است که در شهر اردکان واقع شده ‌است. این باشگاه در رقابت‌های لیگ برتر فوتبال ساحلی مردان ایران حضور دارد.

## افتخارات
- لیگ برتر فوتبال ساحلی مردان ایران:
  - مقام سوم(٢): ۱٣٩٧ ، ۱٣٩٨

## جستار های وابسته
- لیگ برتر فوتبال ساحلی مردان ایران

- تیم ملی فوتبال ساحلی ایران